# Not Vital
Not Vital, né le 15 février 1948 à Sent, est un artiste suisse des Grisons œuvrant dans les domaines du graphisme, de la peinture, de la sculpture et de l'architecture.

## Biographie
Not Vital est né en 1948 à Sent dans la Basse-Engadine, en Suisse. L'historien de l'art Max Huggler (de), qui y était installé, le sensibilise à l'art. Il étudie au Centre universitaire de Vincennes, à Paris, en 1968-1969. Ses premières œuvres en trois dimensions ont été créées dans les années 1980.
Les œuvres de Vital — usant de diverses techniques et s'adressant à tous les genres — sont présentées dans de grands musées et galeries, ainsi que dans des espaces publics du monde entier. Par exemple, Le Pont des ânes, La Tour du silence, La Maison de la glace, etc. sont installées dans son Parkin Not dal mot de Sent.
Sa fondation, la Fundaziun Not Vital à Ardez, a pour but de reconstituer le contexte d'une bibliothèque romanche des XVIIe et XVIIIe siècles dans sa région et avec des gravures d'origine. La fondation comprend également une collection d'art constituée d'œuvres de Not Vital et d'autres artistes,.
En 2010, Not Vital a participé au concours pour l'aménagement du chœur de la Cathédrale de Saint-Gall. Pour la tour Mobito qui a été achevée à Zurich en 2011, il a remporté le concours Art-et-Architecture-Wettbewerb avec sa sculpture Sans problème.
En mars 2016, Not Vital acquiert le château de Tarasp en Engadine qui a appartenu à la famille de Hesse. 
Il vit et travaille en Basse-Engadine, à Pékin et à Agadez, ainsi que parfois à New York .

## Prix
- 1991 : Prix de reconnaissance Bündner
- 1998 : Prix de la Fondation pour les arts graphiques en Suisse
- 1998 : Premi Cultural Paradise

## Œuvres

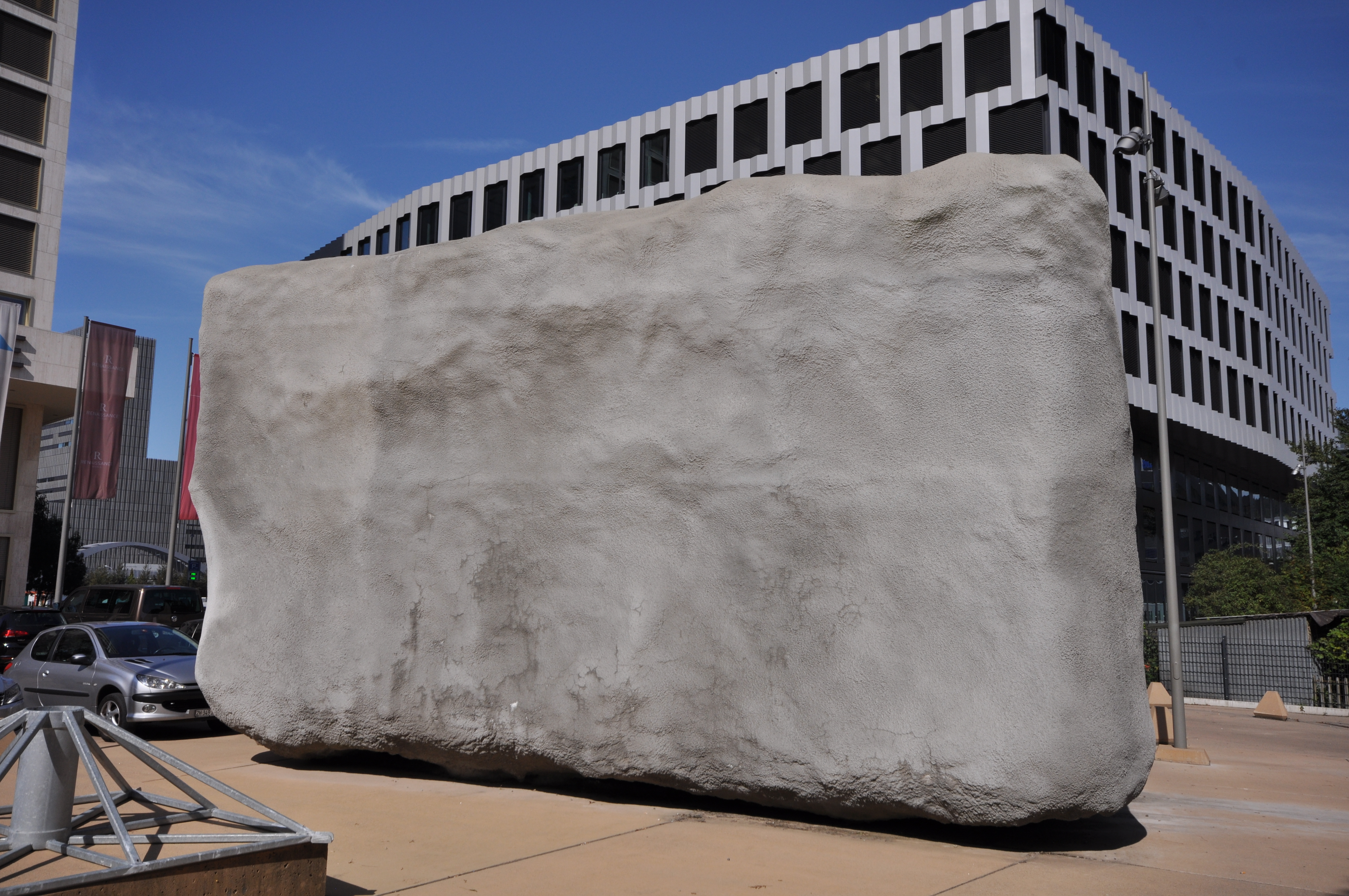
La sculpture Sans Problème, 2012.

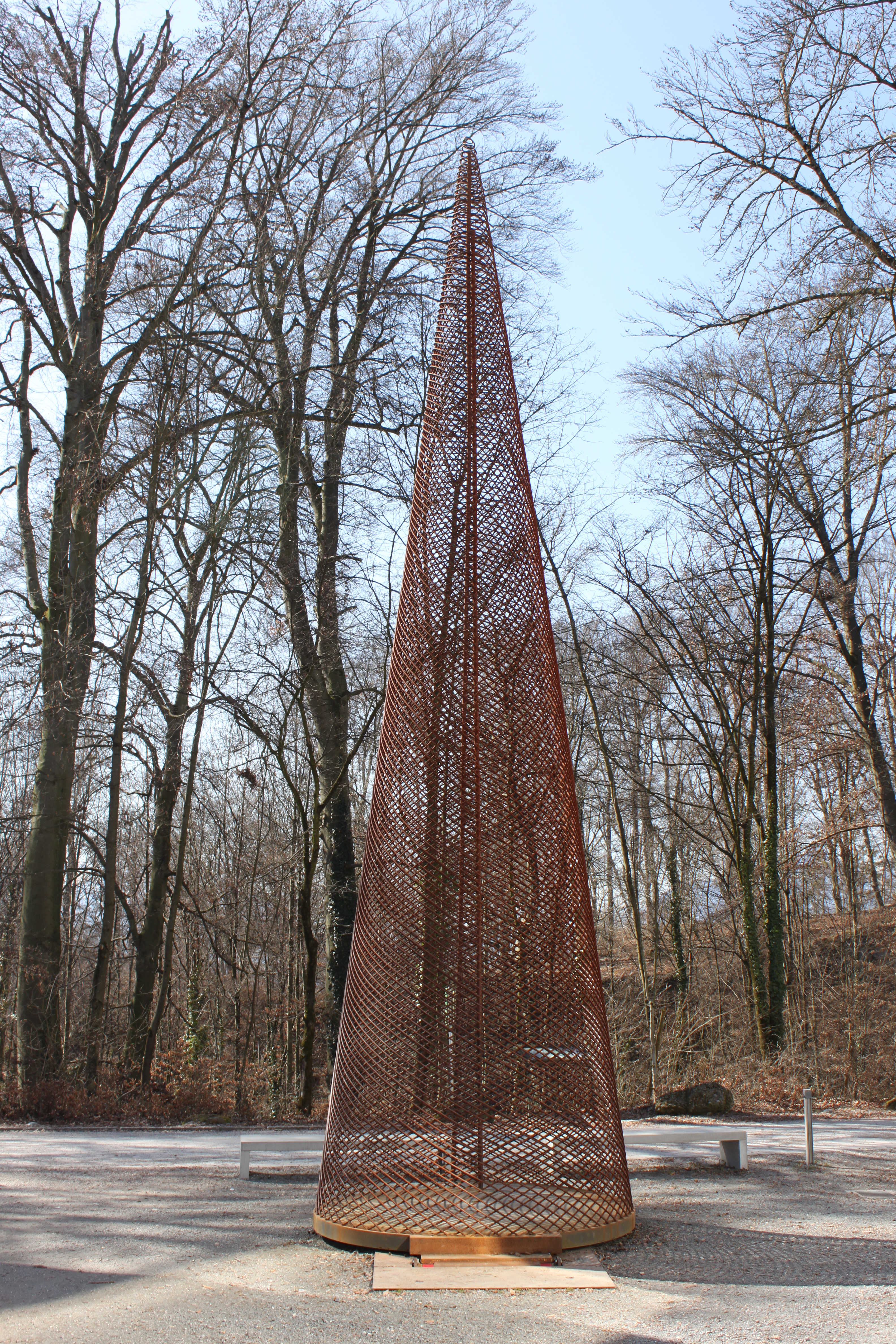
Maison de nuit.

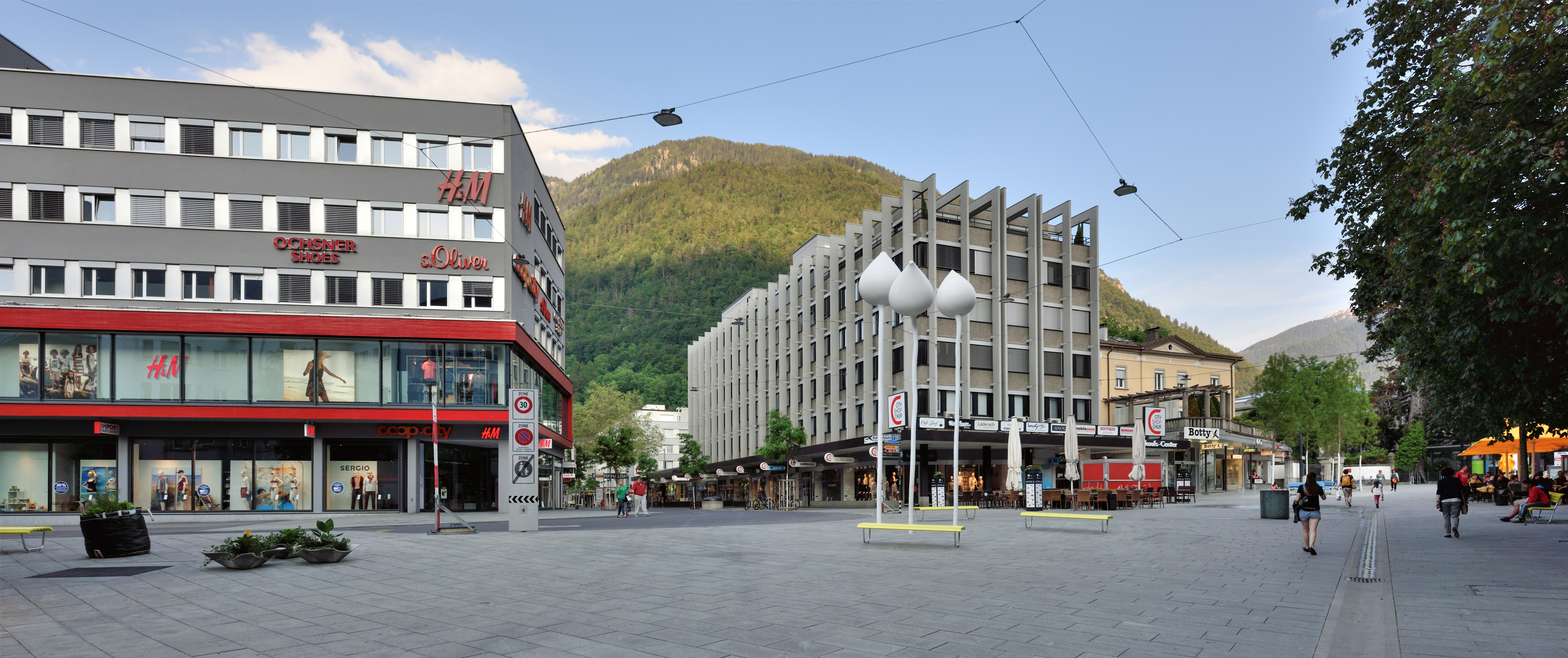
Trois Fleurs de Lotus, Alexanderplatz à Coire en Suisse.

Entre autres, les institutions suivantes ont une ou plusieurs œuvres de Not Vital dans leur collection :
- Collection Burger, Hong Kong[6] ;
- Musée d'art des Grisons, Coire ;
- The Museum of Modern Art, New York[7] ;
- Musée de la modernité, Salzbourg[8] ;
- Maison de Mozart, Salzbourg[9] ;
- Il Giardino di Daniel Spoerri, Seggiano[10] ;
- collection Schaufler au Schauwerk, Sindelfingen[11].

## Expositions (sélection)
- Galerie Barbara Farber, Amsterdam (1985)
- Galerie Beyeler, Bâle (2006)
- Galerie Nordenhake, Berlin (2011)[12]
- Kunsthalle, Bielefeld (1997, 2005) [13],[14]
- The Arts Club of Chicago (2006)
- Bündner Kunstmuseum, Coire (1979, 1991, 2000, 2007, 2017)
- Galerie Luciano Fasciati, Coire (1992, 1996, 2000, 2007, 2009)
- Musée Rath, Genève (1990)
- Museum of Art Hong Kong (1995)
- Akhnaton, Le Caire (1989)
- Margo Leavon Gallery, Los Angeles (1986)
- Musée d'art cantonal, Lugano (2002)
- Musée d'art, Lucerne (1988)
- Kunsthalle Malmö (1997)
- Galerie Aidan, Moscou (2004)
- Galerie Sperone Westwater (en), New York (1995, 1997, 1999, 2000, 2004, 2006, 2007)[15]
- Centre Culturel Suisse, Paris (1989)
- Galerie Urs Meile, Pékin (2008, 2009)[16]
- Galleria Gian Enzo Sperone, Rome (1995)
- Galerie Thaddaeus Ropac, Salzbourg (1991, 1992, 2001, 2005, 2007, 2008, 2010)
- Musée zu Allerheiligen, Schaffhouse (2002)
- Galleria Sperone, Sent GR (depuis 2007)
- Galerie Nordenhake, Stockholm (1998)
- Galerie PS, Tokyo (1990)
- Museum Chasa Jaura, Valchava (2003)
- Biennale, Venise (2001)
- Kunsthalle, Vienne (2009/2010)
- Centre d'art contemporain Ullens, Pékin(2011)
- Schauwerk Sindelfingen, Sindelfingen (2012)
- Paço Imperial, Rio de Janeiro (2015)
- Parc de sculptures du Yorkshire, Wakefield (2017)
- Bündner Kunstmuseum, Coire (2017)
- Galerie Stalla Madulain, Madulain, Suisse 2017-2018

## Monographies et catalogues d'exposition
- Christoph Doswald, Not Vital, Not Vital. Not Why. Selected Works 2008–2009, Galerie Urs Meile, Beijing et Lucerne, 2009. (en ligne)[17]
- André von Grafenried, Mohamed Taha Hussien, Not Vital at Akhnaton.
- Stephen Grahem, Cathy S. Cottong, Akhmed Haidera, Not Vital. Arts Club of Chicago 2006,  (ISBN 1-891925-20-2) .
- Akhmed Haidera, Not Vital, Sperone Westwater, New York 2004.
- Anthony Jannacci, Bera Nordal, Not Vital, Kunsthalle Malmö 1998,  (ISBN 91-7704-083-X) .
- Thomas Kellein, Christiane Heuwinkel et Jochen Kopp, Not Vital. Agadez, Kunsthalle Bielefeld / Albion Gallery Londres. Walther King, Cologne 2005,  (ISBN 3-88375-954-6) .
- Thomas Kellein, Not Vital, Distributed Art Publishers, New York 1996.
- Urs Staub, Konnex Cairo. Not Vital, Stefan Haenni, Claude Sandoz et al., Kunstmuseum Thun, 1999.  (ISBN 3-906537-00-5) .
- Thomas Kellein, Not Vital - Langue, Galerie Urs Meile, Beijing / Lucerne 2008. (en ligne)
- Martin Kunz, Matthias Frehner, Not Vital, Musée d'art de Lucerne, 1988.
- Louise Neri,Not Vital. Paris Gallery, Thadaeus Ropac, Paris / Salzbourg 2005,  (ISBN 2-910055-23-X) .
- Claude Ritschard, Not Vital, Musée Rath Genève 1990-1991. (Dans le texte : Le Veau d'or ou la sculpture conceptuelle de Not Vital.), Galerie Faust, Genève 1990,  (ISBN 2-8306-0075-4) .
- Claude Ritschard, Not Vital - PO [M], Galerie Guy Bärtschi, Genève, 2002,  (ISBN 2-940287-09-0) .
- Markus Stegmann (éd.), Not Vital - Fat es fat (Fait, c'est fait), Estampe et multiples 1986-2002, Musée de la Toussaint, Schaffhouse 2002,  (ISBN 3-9070-6646-4) / Maison d'édition d'art moderne, Nuremberg, 2002,  (ISBN 3-933096-90-1) .
- Beat Stutzer, Not Vital, Bündner Kunstmuseum, Coire, 1991.
- Not Vital, Voglio vedere le mie montagne (Je veux voir mes montagnes), Galleria Cardi, Milan, 2001.
- Ziba de Weck, Not Vital - Works on Paper (Travaux sur papier), Swiss Institute, New York, 1988.

## Films
- Hercli Bundi, Non vital, Half Man – Half Animal (Non vital, moitié humain, moitié animal), télévision romanche, 1999 / Fama Film, Berne 2000[18].
- Thomas Kellein, Christiane Heuwinkel et Jochen Kopp, Not Vital. Agadez, Kunsthalle Bielefeld / Albion Gallery London, 2005 (DVD, 30 min)